# Тетчер (Юта)
Тетчер (англ. Thatcher) — переписна місцевість (CDP) в США, в окрузі Бокс-Елдер штату Юта. Населення — 807 осіб (2020).

## Географія
Тетчер розташований за координатами 41°40′52″ пн. ш. 112°19′11″ зх. д. / 41.68111° пн. ш. 112.31972° зх. д. (41.680993, -112.319850).  За даними Бюро перепису населення США в 2010 році переписна місцевість мала площу 30,31 км², уся площа — суходіл.

## Демографія
Згідно з переписом 2010 року, у переписній місцевості мешкало 789 осіб у 221 домогосподарстві у складі 196 родин. Густота населення становила 26 осіб/км².  Було 230 помешкань (8/км²).
Расовий склад населення:
| - 95,9 % — білих - 0,5 % — чорних або афроамериканців - 0,1 % — вихідців з тихоокеанських островів - 0,1 % — корінних американців - 0,1 % — азіатів - 1,6 % — осіб інших рас |

До двох чи більше рас належало 1,5 %. Частка іспаномовних становила 2,4 % від усіх жителів.
За віковим діапазоном населення розподілялося таким чином: 37,8 % — особи молодші 18 років, 56,0 % — особи у віці 18—64 років, 6,2 % — особи у віці 65 років та старші. Медіана віку мешканця становила 29,4 року. На 100 осіб жіночої статі у переписній місцевості припадало 103,9 чоловіків;  на 100 жінок у віці від 18 років та старших — 106,3 чоловіків також старших 18 років.
Середній дохід на одне домашнє господарство  становив 90 485 доларів США (медіана — 66 964), а середній дохід на одну сім'ю — 93 100 доларів (медіана — 68 182). За межею бідності перебувало 3,2 % осіб, у тому числі 2,8 % дітей у віці до 18 років та 0,0 % осіб у віці 65 років та старших.
Цивільне працевлаштоване населення становило 275 осіб. Основні галузі зайнятості: виробництво — 31,3 %, освіта, охорона здоров'я та соціальна допомога — 14,9 %, публічна адміністрація — 12,0 %, будівництво — 9,5 %.